# Harpinia kobjakovae
Harpinia kobjakovae är en kräftdjursart. Harpinia kobjakovae ingår i släktet Harpinia och familjen Phoxocephalidae. Inga underarter finns listade i Catalogue of Life.